# Krótkie spotkania (film 1967)
Krótkie spotkania (ros. Короткие встречи) – radziecki melodramat z 1967 roku w reżyserii Kiry Muratowej.

## Fabuła
Kelnerka Nadia zakochuje się w Maksymie, młodym geologu grającym na gitarze. Niestety dziewczyna gubi do niego adres. Szukając mężczyzny przypadkowo trafia do domu Walentyny, która jest z nim związana uczuciowo. Nadia nie zdradza Walentynie swoich uczuć, obserwując uważnie relacje między Walentyną a Maksymem. 

## Obsada
- Nina Rusłanowa jako Nadia
- Włodzimierz Wysocki jako Maksim
- Kira Muratowa jako Walentina Iwanowna
- Olga Wikłand
- Aleksiej Głazyrin
- Walerij Isakow jako Stiopa
- Tatiana Midnaja
- Swietłana Niemolajewa jako fryzjerka